# Château de Ferrières (Allier)
Pour les articles homonymes, voir Château de Ferrières.
Le château de Ferrières ou château du Bourg est un édifice situé à Ferrières-sur-Sichon, en France.

## Localisation
Le château est situé le territoire de la commune de Ferrières-sur-Sichon, dans le département de l'Allier, à 25 km au sud-est de Vichy, en région Auvergne-Rhône-Alpes.

## Description
Actuellement le donjon est le seul témoignage du château du XVIe siècle, le château primitif a été profondément remanié au XIXe siècle. L'édifice s'élève sur une base approximativement carrée. Il est flanqué d'une tour cylindrique contenant un escalier à vis. Au rez-de-chaussée, ouverture d'un passage voûté en plein cintre qui traverse le bâtiment d'est en ouest. Les trois autres niveaux sont représentés par des fenêtres à meneaux. Les derniers remaniements de 1850 sont l'œuvre du colonel Louis-Guillaume Le Jeans, dont le blason de famille est taillé au-dessus de la porte d’entrée principale.

## Historique
François de La Tour d'Auvergne, le grand-père paternel de Turenne, est né au château le 15 janvier 1526.
Il est inscrit partiellement (éléments protégés : les façades et toitures du donjon) au titre des monuments historiques par arrêté du 30 avril 1982.